# Can Sagols (Llagostera)
Can Sagols de Llagostera és una masia tradicional catalana de planta quadrangular inclosa en l'Inventari del Patrimoni Arquitectònic de Catalunya. Inicialment estructurada en tres crugies i coberta de teula a dos vessants. Parets de pedra morterada. Són remarcables la porta dovellada d'accés i les finestres d'estil gòtic flamíger del primer pis de pedra de Girona. La finestra central presenta una llinda amb arc conopial i la finestra lateral dreta és de transició al renaixement, amb motius decoratius de creença popular i religiosa. Can Sagols havia estat un edifici depenent del monestir de Sant Feliu de Guíxols.